# Evodianthus
Evodianthus é um género botânico pertencente à família Cyclanthaceae.